# Bois pasner
Zanthoxylum paniculatum
Espèce
Classification phylogénétique
Le bois pasner (Zanthoxylum paniculatum) est une espèce de plantes à fleurs de la famille des Rutaceae endémique de Rodrigues, dans l'océan Indien. Elle est en danger critique d'extinction puisque l'on ne fait plus état que de deux spécimens sur l'île et donc dans le monde.

## Utilisation
Le bois pasner aurait des vertus calmantes.